# Waldorfové
Waldorfové (něm. (von) Waldorf; dříve též jako Waldorff či Walldorf) byli původem německý šlechtický rod z Kolína nad Rýnem, usedlý v Čechách a na Moravě, jehož členové se uplatnili zejména v zemských úřadech. Po meči rod vymřel Gottfriedem Ignácem z Waldorfu roku 1796.

## Historie

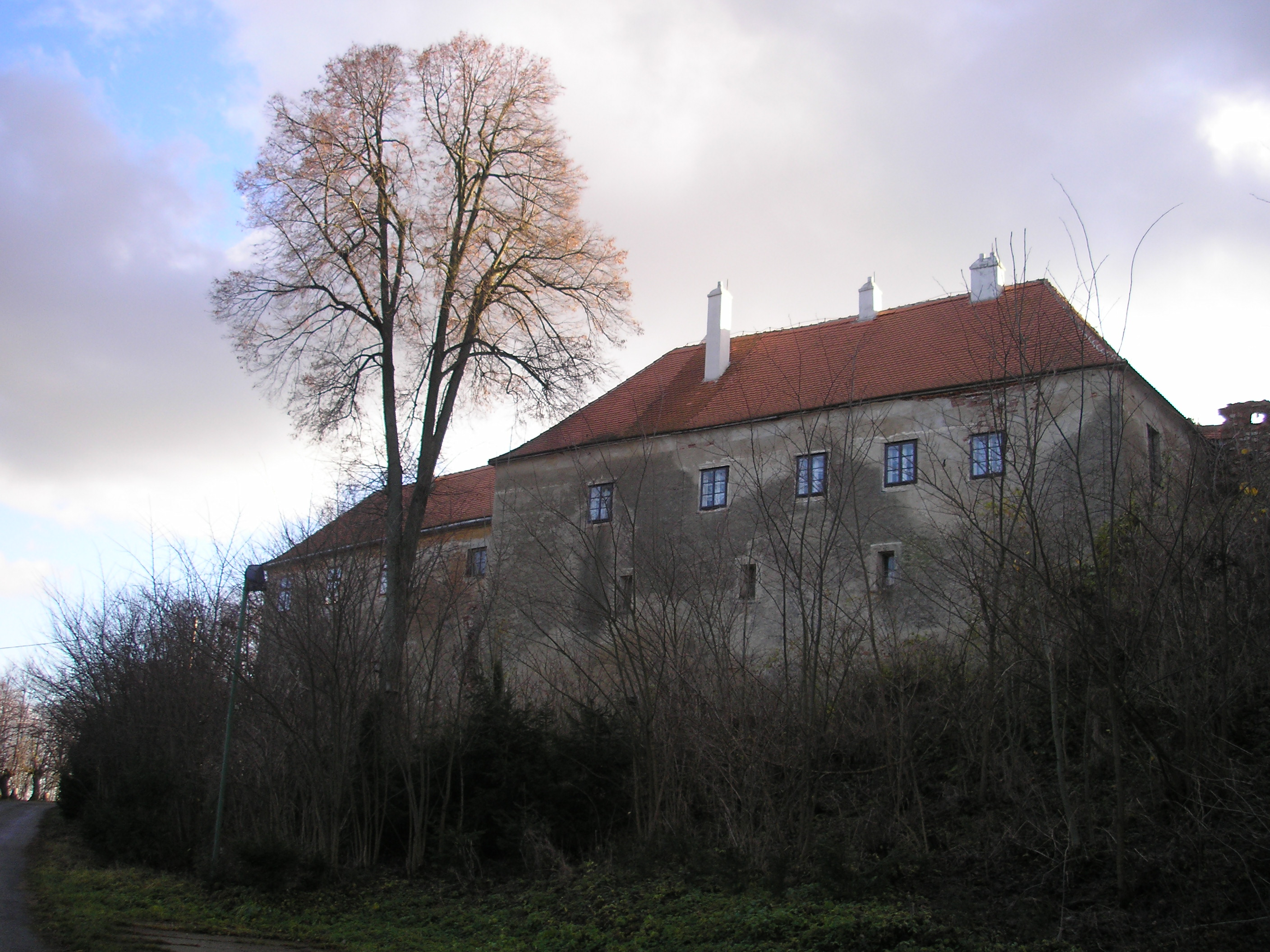
Zámek Sádek (okr. Třebíč) byl rodovým sídlem v letech 1678–1796

Zakladatelem rodu byl Gottfried (čes. Bohumír; † 1687), syn kolínského obchodníka Petera Waldnera, který vstoupil coby sekretář do služeb moravského šlechtice Františka hraběte z Magni. Roku 1652 byl jmenován moravským zemským advokátem a o čtyři roky později obdržel post krajského zemského tajemníka, přičemž oba úřady vykonával navzdory svému nedostatečnému vzdělání (licenciát získal teprve v roce 1657 na Karlo-Ferdinandově univerzitě v Praze). Dne 10. září 1664 byl císařem Leopoldem I. povýšen do šlechtického stavu a 13. září téhož roku mu byl udělen moravský inkolát. V roce 1670 se stal císařským radou, tajným sekretářem české dvorské kanceláře a 6. prosince 1670 obdržel starožitný rytířský stav, který byl 29. dubna 1682 přenesen i na jeho bratra Jakuba z Waldorfu, přísedícího moravského zemského tribunálu. Od Františka Marii Cerboniho zakoupil v roce 1678 panství Sádek u Třebíče, které se stalo jeho hlavním sídlem. Zemřel roku 1687, kdy dědictví přešlo na jeho syny Gottfrieda Arnošta († 1704), Gottfrieda Antonína († 1732), Gottfrieda Ignáce († 1739), dceru Marii Kateřinu a ovdovělou manželku Kateřinu Sartoriovou ze Schwanenfeldu.
Waldorfovi dědici přikoupili k sádeckému panství blízkou Rokytnici (1695), později získali také Osovou u Žďáru nad Sázavou (1708) a díl východomoravského panství Brumov, k němuž patřily vsi Francova Lhota, Haluzice, Horní Lideč, Hošťálková, Loučka, Seninka, Slopné, Vlachova Lhota, Vrbětice, část brumovského hradu, dva mlýny ve Valašských Kloboukách a mlýn v Bohuslavicích. Dne 28. května 1702 byla vdova Kateřina Sartoriová ze Schwanenfeldu spolu s Gottfriedem Antonínem z Waldorfu, Gottfriedem Ignácem z Waldorfu a Marií Kateřinou z Waldorfu povýšena do stavu svobodných pánů. Výraznějších kariérních met dosáhl Gottfried Ignác z Waldorfu, císařský rada a přísedící moravského zemského soudu, jenž byl v září 1727 povýšen do českého hraběcího stavu. Jeho choť Marie Alžběta ze Sinzendorfu (1697–1758) byla podporovatelkou ženského řeholního Řádu svaté Alžběty, který roku 1750 uvedla do Brna. Jejich syn Gottfried Ignác držel kromě výše zmíněných statků ještě panství Želetice na Znojemsku (1761) a roku 1769 založil na svém panství v Hošťálkové školu. Zemřel bezdětný v roce 1796 a rodové majetky přešly na hraběcí rod Chorinských z Ledské, potomky jeho sestry Marie Kajetány z Waldorfu († 1792).
Vnukem Jakuba rytíře z Waldorfu byl František August z Waldorfu (1707–1754), okresní hejtman v Brně, který byl 1. prosince 1742 povýšen do stavu svobodných pánů. Jeho manželka Marie Antonie z Freyenfelsu držela panství Jimramov, kde byl za Waldorfů barokně upraven tamní zámek a založena ves Podlesí (dříve též Milovy či Walldorf).

## Erb

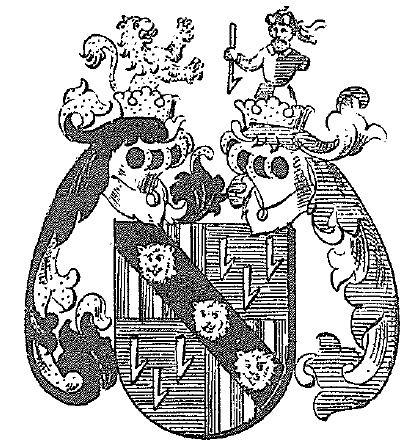
Rytířský erb Waldorfů z roku 1670

Původní rodový erb z roku 1664 měl podobu modrého štítu, v němž byly tři (2, 1) stříbrné háky hroty dolů, který kryla modro-stříbrná přikryvadla. V klenotu se nacházel rostoucí muž bez levé ruky, oděný do modro-stříbrně čtvrceného šatu a točenice týchž barev. V pravé ruce držel hák na zlatém ratišti. Při povýšení do rytířského stavu byli Waldorfové obdařeni čtvrceným štítem, přičemž v 1. a 4. červeném poli byly tři stříbrné kůly a ve 2. a 3. poli byl původní erb. Přes celý štít bylo položeno černé kosmé břevno a na něm tři zlaté lví hlavy en face. Nad štítem byly nyní dva helmy s modro-stříbrnými přikryvadly a klenoty v podobě rostoucího zlatého lva (vpravo) a bezrukého muže z původního erbu (vlevo). K dalším změnám došlo roku 1702, kdy byli Waldorfové povýšeni do stavu svobodných pánů. Tehdy získal jejich rytířský erb navíc srdeční zlato-stříbrně polcený štítek, přičemž v levé polovině štítku byla umístěna polovina černé rozkřídlené orlice. Konečně hraběcí erb z roku 1727 byl polepšen o třetí prostřední helm s černo-zlatými přikryvadly, jehož klenotem byla černo-zlatá rozkřídlená orlice.
Rytířský erb rodu je zachycen na kamenném náhrobku Gottfrieda z Waldorfu († 1687), který je umístěn v boční kapli sv. Barbory v kostele Nanebevzetí Panny Marie v Zábrdovicích u Brna.

## Sídla a panství

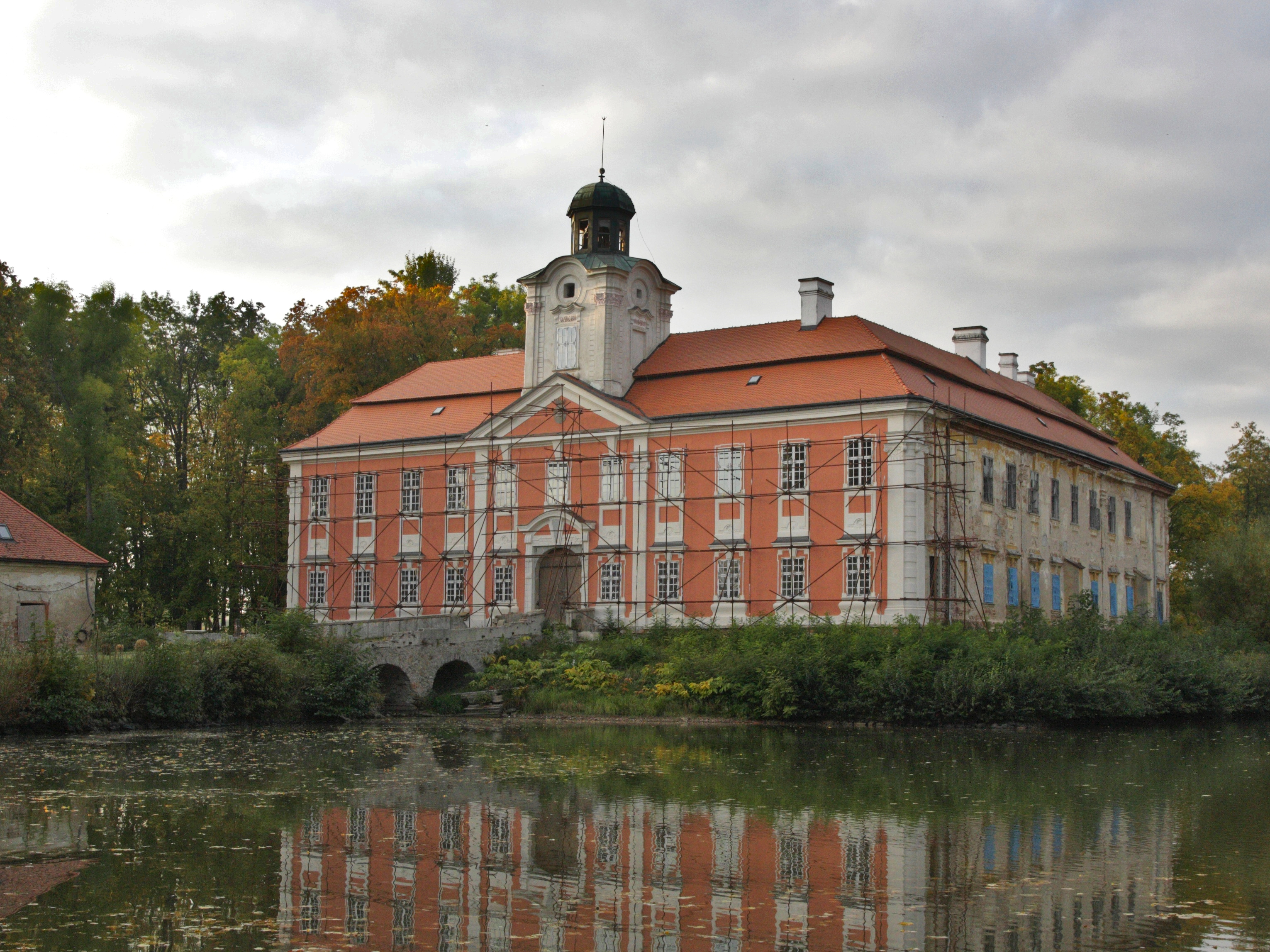
Zámek v Osové (okr. Žďár nad Sázavou)

V průběhu dějin jim mimo jiné patřila panství:
Brumov (tzv. druhý díl; 1710–1796)
Hošťálková (1710–1796)
Jimramov (1745–1778)
Osová (1708–1796)
Rokytnice nad Rokytnou (1695–1796)
Sádek (1678–1796)
Želetice (1761–1796)